# Stylantheca papillosa
Stylantheca papillosa is een hydroïdpoliep uit de familie Stylasteridae. De poliep komt uit het geslacht Stylantheca. Stylantheca papillosa werd in 1884 voor het eerst wetenschappelijk beschreven door Dall. 